# Tutti pazzi per Moose
Tutti pazzi per Moose è una serie televisiva di animazione italiano creato da Giuseppe Maurizio Laganà e prodotto da Riccardo R. Trigona.

## Trama
La serie segue avventure di Jack Jumble, un ragazzino di 12 anni scatenato che ha fatto amicizia con Moose, un alce parlante. La strana coppia è pronta ad affrontare qualsiasi guaio senza scoraggiarsi mai. 

## Episodi
| Stagione       | Episodi | Prima TV |
| -------------- | ------- | -------- |
| Prima stagione | 52      | 2016     |